# Большой Афанасьевский переулок
Большо́й Афана́сьевский переу́лок (в 1960—1993 годах — у́лица Мяско́вского) — улица в центре Москвы в районах Хамовники и Арбат между Гагаринским переулком и Арбатом.

## Происхождение названия

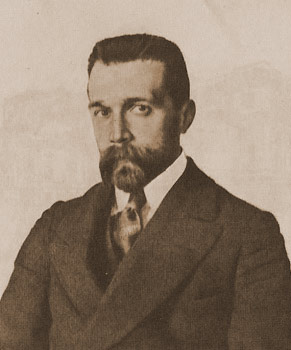
Н. Я. Мясковский, в память о котором переулок назывался в 1960—1994 годах

Название Большого и Малого Афанасьевских переулков возникло в XVIII веке по церкви святителей Афанасия и Кирилла Александрийских, которая стоит на углу Сивцева Вражка и Большого Афанасьевского. В 1812 году храм был разрушен и в 1815 восстановлен на средства П. П. Юшковой (часть переулка одно время называлась Юшков переулок). В 1960—1993 годах — улица Мясковского, в память о композиторе Н. Я. Мясковском (1881—1950), жившем в соседнем переулке Сивцев Вражек (№ 4).

## Описание
Большой Афанасьевский начинается от Гагаринского переулка как продолжение Чертольского, проходит на север параллельно Гоголевскому бульвару, пересекает Сивцев Вражек, справа к нему примыкает Малый Афанасьевский, после чего выходит на Арбат, за которым продолжается как Арбатский переулок, соединяющий Арбат с Новым Арбатом.

## Примечательные здания и сооружения

### По нечётной стороне
- № 3, стр. 4—6 — жилой дом. Здесь находится мемориальный музей-мастерская театрального художника Давида Боровского[1].
- № 7 стр. 1 — особняк М. Н. и О. А. Правдиных (1884—1895). Реконструировано в 1991—1993 годах с пристройкой новых объёмов (архитекторы А. Бавыкин, Б. Левянт, С. Бавыкин)[2].
- № 7 стр. 2 — трёхэтажный жилой дом (1908).
- № 7 стр. 3 — доходный дом (1908).
- № 9,  памятник архитектуры (федеральный) — дом Радищева (XIX век). В 2013 году передан в собственность Латвийской Республике[3].
- № 11/13 — 16-этажный жилой дом. Здесь жили актёр И. Ф. Переверзев[4], пианист и дирижёр Лео Гинзбург[5], певица Майя Кристалинская[6] .
- № 15, стр. 9 — с 2001 года в здании находится персональный музей скульптора Александра Бурганова «Дом Бурганова».
- № 17/7 — жилой дом. Здесь жила киновед Нея Зоркая[7].
- № 25 — жилой дом (1970—1972). Здесь жили генералы: П. И. Ивашутин[8], Г. И. Хетагуров, К. А. Евстигнеев[9].
- № 27, стр. 1 — школа № 1233 с углубленным изучением немецкого языка (бывшая № 58). Здание 1949 года постройки, перестроено в 2001 году.
- № 27, стр. 3,  памятник архитектуры (федеральный) — жилой дом. В 1900—1932 годах здесь жил скульптор Николай Андреев, в 1957 году на доме установлена мемориальная доска[10].
- № 31 — жилой дом (1898, архитектор — И. А. Иванов-Шиц, перестраивался в 1935-м).
- № 33,  памятник архитектуры (федеральный) — доходный дом А. М. Юкина (1914, архитектор Валентин Дубовской). В начале XIX века на этом месте (№ 33—35) находилась усадьба графа А. П. Головина, сгоревшая в пожаре 1812 года. Позднее владение разделили на две части: в правой жил автор трудов по истории Москвы, тайный советник Пётр Хавский, на левой в 1914—1915 годах был построен доходный дом. Фасад здания украшен пилястрами с фигурой Геркулеса в капителях. В рамках гражданской инициативы «Последний адрес» 30 августа 2015 года на доме установлены мемориальные знаки с именами журналиста Андрея Андреевича Константинова и инженера-экономиста Мордуха Моисеевича Фромберга[11], расстрелянных в годы сталинских репрессий.

- № 35,  памятник архитектуры (утраченный) — адрес «дома с кариатидами». Здание было возведено вдовой прапорщика Е. Ф. Акинфиевой (Акиндиевой ?) в 1817 году на правой половине сгоревшей в пожаре 1812 года усадьбы графа А. П. Головина (№ 33—35). В 1841 году дом перешёл статской советнице В. Н. Хавской и её мужу, тайному советнику Петру Хавскому, в 1870-е его приобрёл адвокат Фёдор Плевако. После 1892 года дом получил лепную обработку по проекту архитектора Ивана Шапошникова и стал известен как «дом с кариатидами»[12]. Был расселён к началу 1990-х годов, снесён в 1993 году несмотря на наличие проекта реставрации.
- № 35/37 — библиотека № 36 имени Н. А. Добролюбова.
- № 35/37, стр. 4 — в здании находится издательство «Муниципал-Пресс» и редакции газет «Хамовники», «Арбатские Вести», «Каретный Ряд»[источник не указан 4064 дня].
- № 39 — жилой дом. Здесь жили советский партийный и государственный деятель Б. И. Стукалин[13], партийный и военный деятель, дипломат А. А. Епишев[14].
- № 41 — доходный дом (1903, архитектор Константин Терский). Здесь жил искусствовед Трифон Трапезников[15].

### По чётной стороне
- № 8, стр. 1  7732644000 — в 1833—1836 годах здесь жил писатель Николай Станкевич. Согласно сохранившемуся контракту, кандидат Московского университета Н. В. Станкевич снял дом «с мезонином, крытый железом и оштукатуренный, внутри чисто раскрашенный», с 1 октября 1835 года. Станкевич был душой и организатором кружка молодых людей, объединённых интересом к философии Шеллинга и Гегеля, к литературе и истории. В гостях у него, среди прочих, бывали Виссарион Белинский и Тимофей Грановский.

В 1920—1930-х годах в доме жила актриса и режиссёр Е. И. Страдомская. В конце 1920-х годов здесь жил сын Надежды Фон Мекк Н. К. фон Мекк. После революции добровольно отдавший всё своё состояние государству, начиная с 1919 года он неоднократно арестовывался, последний раз был арестован в 1928 году, в мае 1929 года вместе с А. Ф. Величко и П. И. Пальчинским был приговорён к расстрелу как член «контрреволюционной вредительской организации в НКПС и на железных дорогах СССР». Сообщение о расстреле было опубликовано 24 мая 1929 года

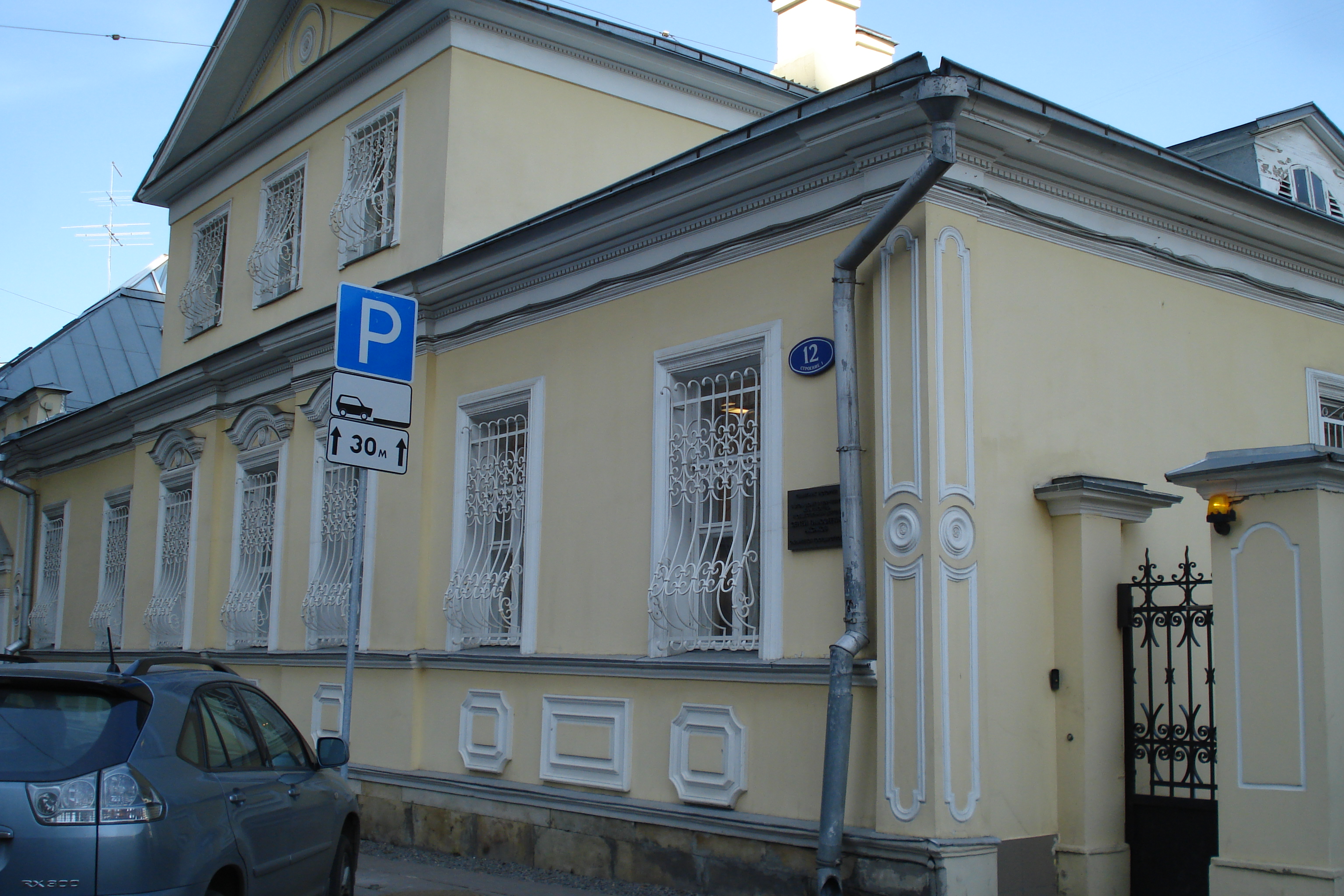
Дом 12, стр. 1. В 1829—1833 годах здесь жил Сергей Тимофеевич Аксаков

- № 12, стр. 1  7735311000 — здание 1820 года постройки[17], было перестроено в 1870-е годы. В 1830—х годах в этом доме жил писатель Сергей Аксаков, в 1832 году его здесь посещал Николай Гоголь[18].
- № 12, стр. 2 и 3 — здания 1820 годов[уточнить].
- № 14, доходный дом,  ЦГФО — здание 1904 года постройки, архитектор — Семён Суворов.
- № 16/8 — доходный дом 1913 года постройки, перестроен в 1947 году.
- № 18, стр. 1 — дом приёмов компании «Лукойл» (1996—1998, архитекторы М. Филиппов, А. Горелкин, В. Ходнев, И. Братковский[19].

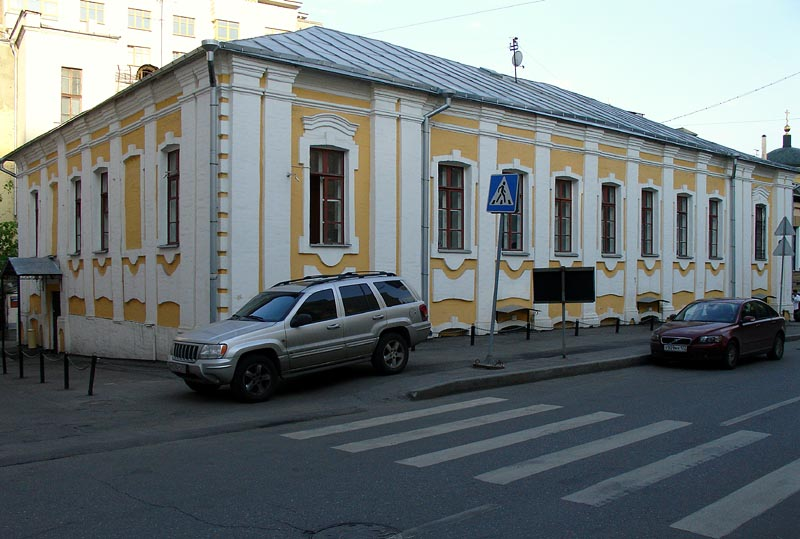
Дом 20. Палаты князя Друцкого

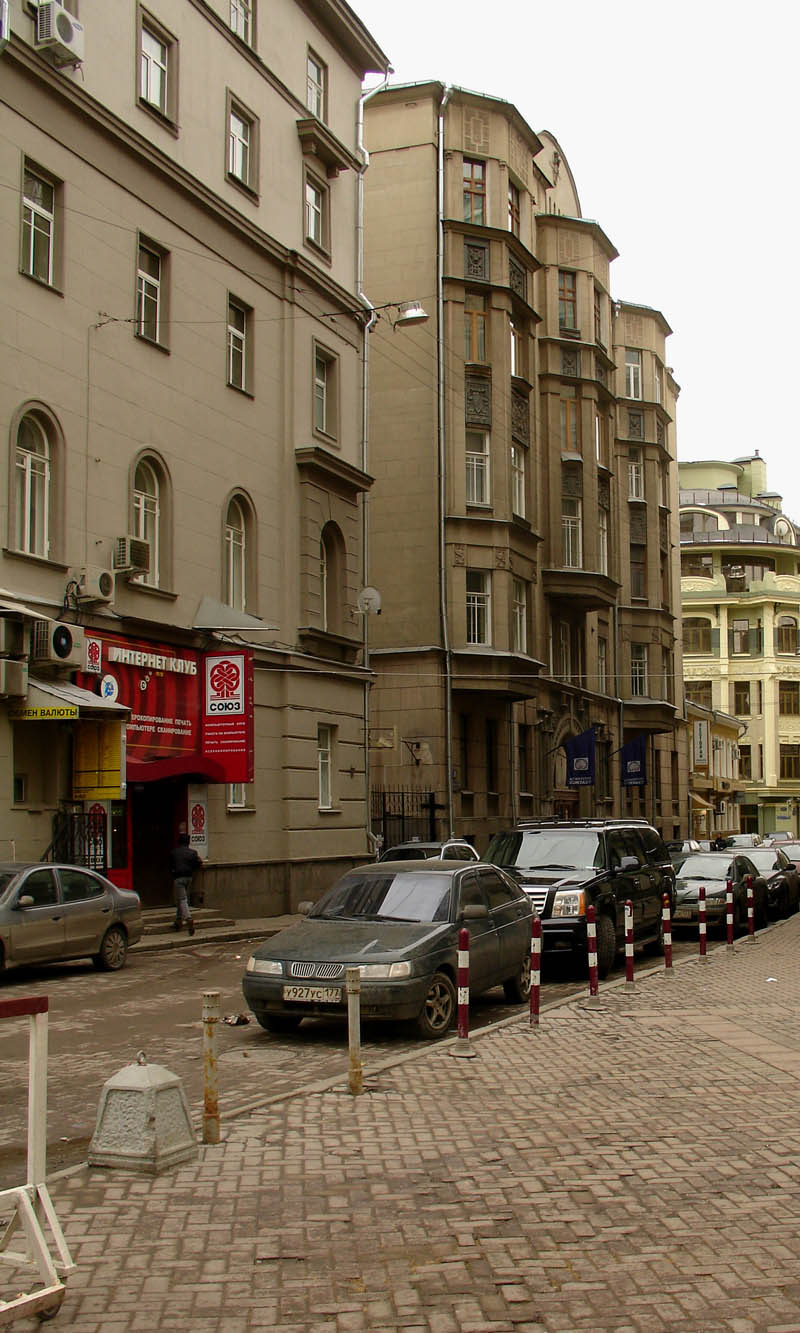
Дом 36, вид со стороны Арбата

- № 20,  памятник архитектуры (федеральный) — двухэтажные палаты князя Андрея Друцкого[20]. Предположительно были построены в 1717 году, в 1970-е годы дому был возвращён предполагаемый исторический облик. Здание занимает Международная топливно-энергетическая ассоциация (МТЭА).
- № 22,  памятник архитектуры (региональный) — доходный дом Н. М. Борщова (1880—1890-е, архитекторы Иван Поздеев и С. Е. Ованесьянц).
- № 24,  памятник архитектуры (региональный) — жилой дом Зиновьевых-Юсуповых (дом Берса). Здание XVIII—XIX веков (фрагментарно), по одной из версий — прообраз дома Ростовых в романе Льва Толстого «Война и мир». Построено на основе двухэтажных допетровских палат стольника Зиновьева, в XVIII веке принадлежало московскому губернатору Борису Юсупову, затем неоднократно меняло владельцев: принадлежало Салтыковым, Римским-Корсаковым, Черкасским, Львовым, Андрею Толстому[источник не указан 4064 дня], в XIX веке — собственность лейб-медика Александра II Андрея Берса и его наследников. Здесь неоднократно бывал Лев Толстой, женившийся на одной из дочерей Берса, Софье. В советское время — жилой дом. Расселён в 1980-х годах, после чего был доведён до руинированного состояния[21][22]. Воссоздан в 2010 году.
- № 26 — адрес доходного дома (1910, архитектор Ольгерд Пиотрович[20]). Здание было снесено в начале 2000-х годов.
- № 30,  ЦГФО — доходный дом (1906, архитектор Константин Буров, перестроен в 1990-е). Здесь жили физик Борис Вайнштейн[23], альтист, дирижёр и композитор В. Р. Бакалейников[24], поэт Александр Кусиков, у которого подолгу останавливался Сергей Есенин[25].
- № 32/9,  ЦГФО — доходный дом (1905, архитектор Николай Жерихов). Перестроен в 1996 году по проекту архитектора Эдуарда Асадова.
- № 36, стр. 1,  памятник архитектуры (вновь выявленный объект) — доходный дом М. О. Эпштейна (1909 либо 1910, архитектор Валентин Дубовской)[26].